# Issai Schur
Issai Schur (ur. 10 stycznia 1875 w Mohylewie, zm. 10 stycznia 1941 w Tel Awiwie) – niemiecki matematyk.

## Życiorys
Schur był z pochodzenia Żydem, choć sam uważał się za Niemca i mówił po niemiecku. W 1901 roku uzyskał doktorat na Uniwersytecie Humboldta, w 1903 objął tam stanowisko wykładowcy. W latach 1911–1916 wykładał w Bonn, skąd wrócił do Berlina, a w 1919 roku został mianowany profesorem.
Mimo zaproszeń z Wielkiej Brytanii i Stanów Zjednoczonych nie chciał opuścić hitlerowskich Niemiec. Jednak już w roku 1935 musiał złożyć stanowisko, a w 1938 zmuszono go do rezygnacji z członkostwa w Pruskiej Akademii Nauk. W końcu wyemigrował do Palestyny i ostatnie lata życia spędził w ubóstwie. 
Główne prace Schura dotyczą teorii reprezentacji grup, choć zajmował się także kombinatoryką i fizyką teoretyczną.
Do jego studentów należeli między innymi Richard Brauer i Richard Rado.